# GENERATION BOX
GENERATION BOX（じぇねれーしょんぼっくす）は、LEGONIC TRAPが2003年5月29日にリリースしたファーストアルバム。

## 概要

### タカラモノの日々
- 印象的なメロディーラインの唄い出し部分のメロディーが出て来たのは、作曲者の天上博規がお風呂に入っている時だったらしく、メロディーを忘れない様に常に口ずさんでいると、1曲完成してしまったというエピソードがある。
- 作詞はLEGONIC TRAPには珍しく里見と天上の共同だが、里見の日記をメールで送ってもらった天上が部分的に言葉を抜き出して創った。
- 台湾ではファンがメンバーの登場を待つ間に大合唱している。
- PVは大阪の淀川河川敷にて撮影を行っている。

## 収録曲
1. タカラモノの日々
2. Holiday of Life
3. I walk along my way
4. DREAMER
5. STAY KIDS
6. 05:29
7. JUNK BOX
8. No pain,Nogain
9. My Generation
10. Walking the Road